# Малахова Єлизавета Хікматівна
Єлизаве́та "Ліза" Хікма́тівна Мала́хова, до шлюбу Соловйова (13 березня 1993, Львів) — українська шахістка, гросмейстер серед жінок (2010). Чемпіонка України з шахів 2016 року.
Її рейтинг станом на грудень 2018 року — 2281 (210-ме місце у світі, 10-те — серед шахісток України).

## Досягнення
- Віцечемпіонка України серед дівчат до 10 років (2003)
- Чемпіонка України серед дівчат до 12 років (2005)
- Віцечемпіонка України серед дівчат до 14 років (2006)
- Чемпіонка України серед дівчат до 14 років (2007)
- Віцечемпіонка Європи серед дівчат до 14 років (Хорватія, 2007)
- Віцечемпіонка України серед дівчат до 18 років (2008)
- Бронзова призерка турніру студентів-гросмейстерів «Moscow open» (2014)
- Півфінал чемпіонату України 2015 серед жінок (Дніпропетровськ) — 2 місце[1];
- Чемпіонка України серед жінок (Рівне, 2016)[2][3]

## Результати виступів у чемпіонатах України
Єлизавета Малахова (Соловйова) зіграла у трьох фінальних турнірах чемпіонатів України серед жінок, набравши загалом 12½ очок з 27 можливих (+8-10=9).
| Рік  | Місто   | Турнір                 | + | − | = | Результат | Місце |
| ---- | ------- | ---------------------- | - | - | - | --------- | ----- |
| 2015 | Львів   | 75-й чемпіонат України | 3 | 3 | 3 | 4½ з 9    | 6     |
| 2016 | Рівне   | 76-й чемпіонат України | 4 | 1 | 4 | 6 з 9     | Gold  |
| 2017 | Житомир | 77-й чемпіонат України | 1 | 6 | 2 | 2 з 9     | 9     |